# Parelli Natural Horsemanship
Parelli Natural Horsemanship (PNH) – szkoła jeździectwa naturalnego założona w 1981 roku przez Pata Parelliego, do którego 12 lat później dołączyła jego żona Linda Parelli.
PNH przedstawia się jako największa szkoła naturalnego jeździectwa na świecie, posiadająca ponad 22 tysiące członków w 73 krajach i ponad 400 instruktorów na całym świecie. Według hipologa i autora książek Roberta M. Millera to właśnie Pat Parelli ukuł popularny dziś termin naturalne jeździectwo (ang.: natural horsemanship).
PNH jest programem skierowanym na szkolenie ludzi. Według jego założeń, studenci mają nauczyć się budować głęboką więź między koniem a człowiekiem opartą na wzajemnym zaufaniu i szacunku. Pracują oni z końmi w oparciu o zrozumienie natury i psychologii tych zwierząt.
Parelli Natural Horsemanship zajmują się przede wszystkim ludzie jeżdżący konno rekreacyjnie. Niemniej jednak ze szkołą współpracują również utytułowane postaci ze świata sportu i hipologii, między innymi były zawodnik i trener ujeżdżenia kanadyjskiej drużyny olimpijskiej Walter Zettl, trzykrotny medalista olimpijski David O’Connor oraz jego żona, dwukrotna medalistka olimpijska Karen O’Connor, olimpijczyk i działacz Królewskiej Hiszpańskiej Federacji Jeździectwa Luis Lucio, sędzia i działacz Międzynarodowej Federacji Jeździeckiej Christoph Hess, a złota medalistka w ujeżdżeniu z Letnich Igrzysk Paraolimpijskich w 2008 roku Lauren Barwick jest jedną z instruktorek PNH.
W Polsce pierwszy kurs Parelli Natural Horsemanship miał miejsce w 2002 roku. Obecnie regularnie odbywają się szkolenia ze starszym instruktorem Bernim Zambail.
Na terenie Polski działa również Stowarzyszenie Studentów i Sympatyków Parelli Natural Horsemanship. Jedyną polską instruktorką PNH jest Julia Opawska, która zdobyła uprawnienia w Wielkiej Brytanii w 2012 roku.